# ジミー・ケース
ジミー・ケース（Jimmy Case、1954年5月18日 - ）は、イングランド・リヴァプール出身の元サッカー選手、元指導者。現役時代のポジションはMF。
1973年に地元リヴァプールのリヴァプールに加入、1974-75シーズン最終戦、4月26日のQPR戦で20歳でデビュー、以降強烈なロングシュートを代名詞として活躍、3度のUEFAチャンピオンズカップ、4度のリーグ優勝など数々のタイトル獲得に貢献した。1978年には初代ブラヴォー賞を受賞した。リヴァプールでは246試合46ゴールの成績を残した。
1975-76シーズンのUEFAカップ、12月のシロンスク・ヴロツワフ戦ではハットトリックを達成、また決勝クラブ・ブルージュ戦のファーストレグではゴールを決め、同大会の優勝に寄与した。1976-77シーズン、FAカップ決勝ではマンチェスター・ユナイテッドに敗れたが、この時に決めたボレーシュートは、ケースの代表的なゴールの一つとして知られている。

## タイトル

### クラブ
リヴァプールFC
- ファーストディヴィジョン  : 1975-76, 1976-77, 1978-79, 1979-80
- FAカップ  : 1980-81
- FAチャリティ・シールド (4) : 1976, 1977, 1979, 1980
- UEFAチャンピオンズカップ (3) : 1976-77,1977-78, 1980-81
- UEFAカップ 1975-76
- UEFAスーパーカップ 1977
- フットボールリーグカップ 1981